# Brian Pintado
Brian Pintado (n. 29 iulie 1995, Cuenca, Ecuador, Azuay Province⁠(d), Ecuador) este un atlet ecuadorian, medaliat olimpic. A participat la 3 ediții ale Jocurilor Olimpice (2016, 2020, 2024) în care a câștigat o medalie de aur și o medalie de argint în probele de 20 km marș și maraton marș mixt.

## Palmares
| An   | Competiție                                           | Locație                  | Loc | Eveniment         | Note     |
| ---- | ---------------------------------------------------- | ------------------------ | --- | ----------------- | -------- |
| 2010 | Campionatul Sud-American de Marș de Juniori          | Cochabamba, Bolivia      | 4   | 10 km marș        | 46:50    |
| 2010 | Campionatul Sud-American de Marș de Juniori (sub 18) | Cochabamba, Bolivia      | 2   | 10 km marș        | 47:00    |
| 2011 | Campionatul Mondial de Juniori (sub 18)              | Lille, Franța            | 10  | 10 000 m marș     | 42:44,02 |
| 2011 | Campionatul Sud-American de Juniori                  | Medellín, Columbia       | 4   | 10 000 m marș     | 46:27,14 |
| 2012 | Campionatul Sud-American de Marș de Juniori (sub 18) | Salinas, Ecuador         | 1   | 10 km marș        | 46:41    |
| 2012 | Cupa Mondială de Marș de Juniori                     | Saransk, Rusia           | 2   | 10 km marș        | 45:24    |
| 2012 | Campionatul Mondial de Juniori                       | Barcelona, Spania        | 30  | 10 000 m marș     | 45:13,84 |
| 2013 | Campionatul Panamerican de Juniori                   | Medellín, Bolivia        | 2   | 10 000 m marș     | 41:21,97 |
| 2013 | Campionatul Sud-American de Juniori                  | Chaco, Argentina         | 2   | 10 000 m marș     | 42:02,20 |
| 2014 | Campionatul Sud-American de Marș de Juniori          | Cochabamba, Bolivia      | 1   | 10 km marș        | 43:46    |
| 2014 | Cupa Mondială de Marș                                | Taicang, China           | –   | 10 km marș        | DS       |
| 2014 | Campionatul Mondial de Juniori                       | Eugene, Statele Unite    | –   | 10 000 m marș     | DS       |
| 2016 | Campionatul Sud-American de Marș                     | Guayaquil, Ecuador       | 5   | 20 km marș        | 1:27:07  |
| 2016 | Campionatul Mondial de Marș pe Echipe                | Roma, Italia             | 24  | 20 km marș        | 1:21:49  |
| 2016 | Campionatul Mondial de Marș pe Echipe                | Roma, Italia             | 3   | echipe            | 1:21:49  |
| 2016 | Jocurile Olimpice                                    | Rio de Janeiro, Brazilia | 37  | 20 km marș        | 1:23:44  |
| 2017 | Campionatul Mondial                                  | Londra, Marea Britanie   | 18  | 20 km marș        | 1:21:17  |
| 2018 | Campionatul Sud-American de Marș                     | Sucúa, Ecuador           | 3   | 20 km marș        | 1:24:16  |
| 2018 | Campionatul Mondial de Marș pe Echipe                | Taicang, China           | 5   | 20 km marș        | 1:22:21  |
| 2018 | Campionatul Mondial de Marș pe Echipe                | Taicang, China           | 4   | echipe            | 1:22:21  |
| 2018 | Campionatul Sud-American                             | Cochabamba, Bolivia      | 1   | 20 km marș        | 1:24:56  |
| 2019 | Jocurile Panamericane                                | Lima, Peru               | 1   | 20 km marș        | 1:21:51  |
| 2019 | Campionatul Mondial                                  | Doha, Qatar              | 23  | 20 km marș        | 1:33:48  |
| 2020 | Campionatul Sud-American de Marș                     | Lima, Peru               | 2   | 20 km marș        | 1:25:32  |
| 2021 | Jocurile Olimpice                                    | Tokio, Japonia           | 12  | 20 km marș        | 1:22:54  |
| 2022 | Campionatul Sud-American de Marș                     | Lima, Peru               | –   | 20 km marș        | NT       |
| 2022 | Campionatul Mondial de Marș pe Echipe                | Muscat, Oman             | 4   | 20 km marș        | 1:24:35  |
| 2022 | Campionatul Mondial de Marș pe Echipe                | Muscat, Oman             | 1   | echipe            | 1:24:35  |
| 2022 | Campionatul Mondial                                  | Eugene, Statele Unite    | 5   | 20 km marș        | 1:19:34  |
| 2022 | Campionatul Mondial                                  | Eugene, Statele Unite    | 4   | 35 km marș        | 2:24:37  |
| 2022 | Campionatul Sud-American                             | Asunción, Paraguay       | 1   | 20 km marș        | 1:19:43  |
| 2023 | Campionatul Mondial                                  | Budapesta, Ungaria       | 7   | 20 km marș        | 1:18:26  |
| 2023 | Campionatul Mondial                                  | Budapesta, Ungaria       | 2   | 35 km marș        | 2:24:34  |
| 2023 | Jocurile Sud-Americane                               | Santiago, Chile          | –   | 20 km marș        | NT       |
| 2023 | Jocurile Sud-Americane                               | Santiago, Chile          | 1   | maraton marș mixt | 2:56:49  |
| 2024 | Campionatul Mondial de Marș pe Echipe                | Antalya, Turcia          | –   | 20 km marș        | DS       |
| 2024 | Jocurile Olimpice                                    | Paris, Franța            | 1   | 20 km marș        | 1:18:55  |
| 2024 | Jocurile Olimpice                                    | Paris, Franța            | 2   | maraton marș mixt | 2:51:22  |